# Гондрен
Гондрен (фр. Gondrin) насеље је и општина у јужној Француској у региону Миди Пирене, у департману Жерс која припада префектури Кондом.
По подацима из 2011. године у општини је живело 1143 становника, а густина насељености је износила 32,88 становника/km². Општина се простире на површини од 34,76 km². Налази се на средњој надморској висини од 161 метар (максималној 181 m, а минималној 80 m).

## Демографија
| 1962. | 1968. | 1975. | 1982. | 1990. | 1999. | 2011. |
| ----- | ----- | ----- | ----- | ----- | ----- | ----- |
| 1.117 | 1.162 | 1.074 | 1.041 | 1.042 | 999   | 1.143 |

График промене броја становника у току последњих година